# Tinker
Tinker eller Irish Cob  er en mellemsvær  koldblodshest mellem 135 og 170 cm i stangmål. Den stammer fra Irland, hvor dens tilnavn Tinker er en nedsættende betegnelse for de romaer,  der brugte den som køre-, ride- og arbejdshest. I USA bruges tilnavnet Gypsy Horse eller Gypsy Vanner Horse. Den er rolig, tålmodig, venlig og alsidig. Den er hyppigst broget, sort og fuks. Alle farver og aftegn er godkendt.
Hesteracen er udbredt i Europa og USA.

## Beskrivelse
Racen har en kort ryg med meget højt ansat hals. Halsen er kraftig og kort. Den har stærke ben, med  meget hovskæg. Hovedet er stort med middellange ører og venlige øjne som tit er blå (glasøjne). Romernæse er uønsket. Den har en blød, lidt firkantet, men afrundet mule. Sommetider med "overskæg". Den er kraftigt bygget med stærke muskuløse ben og en bred æbleformet bagpart. Kraftig man og hale ønskes. I dansk tinkerforening arbejder man med tre typer af tinkere i erkendelse af tinkeren/irish cob'en i type og brug er alsidig. 

## Temperament og brug
Racen har et blidt  temperament og egner sig godt som familiehest. Den er rolig, tålmodig, lærenem og ikke mindst samarbejdsvillig. På grund af dens styrke kan den både rides af store som små. Den er nervefast og  utrolig god som skovturshest. Den er intelligent og knytter sig hurtigt til mennesker. Den kan bruges til rideskole, western, tur- og handicapridning. Og selv om den er koldblod, kan den gå lettere dressur. Og den springer godt i betragtning af dens kraftige, tunge bygning. Tinkeren/irish cob'en  er også en fænomenal kørehest. Den bruges også meget til showridning og i cirkus på grund af deres smukke hårlag og fremtoning.

## Historie
Tinkeren var en krydsning af flere hesteracer. Blandet andet Welsh cob, shire, clydesdale  sandsynligvis også flere af de  britiske racer. Det vigtigste for de rejsende folk har været, at det var en stærk, sund og stadig økonomisk hest. Tinkeren /irish cob'en er efterhånden nogenlunde typefast, men en af racens store styrker og charme, er de mange farver og størrelser. De mange brogede heste skyldes at disse heste var billige, da farven er uønsket blandt militærheste. I juli 1998 blev racen EU-godkendt og registreret ved  Videncenter for Landbrug i  en datter stambog til Nederlands Stamboek voor Tinkers i Holland. Den Hollandske forening er ikke er en datterstambog til den Irske forening.